# Lagodehi
Lagodekhi (georgiană ლაგოდეხი; azeră Laqodex) este un oraș în Georgia.